# 宅磨為行
宅磨 為行（たくま ためゆき、生没年未詳）は、鎌倉時代頃の鎌倉宅磨派の絵仏師。御所の絵所画師となり左近衛将監に就任した。宅磨為遠の孫で宅磨為久の子。

## 経歴と作品
- 1231年（寛喜3年）、鎌倉幕府将軍藤原頼経の依頼で明王院（五大堂）建立にあたり周辺の絵図を描いた。

## 参考資料
- NHK「美の壺」制作班『NHK美の壺 鎌倉』NHK出版
- 林温『鎌倉仏教絵画考 仏画における「鎌倉派」の成立と展開』中央公論美術出版、2010年